# Trixoscelis fumipennis
Trixoscelis fumipennis är en tvåvingeart som beskrevs av Axel Leonard Melander 1913. Trixoscelis fumipennis ingår i släktet Trixoscelis och familjen myllflugor. Inga underarter finns listade i Catalogue of Life.